# リディ・バスティアン
リディ・バスティアン（仏: Lydie Bastien、1923年 - 1994年）は、第二次世界大戦中、クラウス・バルビーの補佐役であったハーリー・ステングリットの愛人であったフランス人女性。ルネ・アルディを誘惑して彼に情報を提供させ、バルビーからアルディに秘密軍のチーフ、シャルル・ドレストランの逮捕計画を許可された。
彼女の役割はアンリ・フルネの意見によってもまだその真価を認められておらず、第二次世界大戦後の二度のアルディ裁判においてもその正体は明らかにされなかった。1998年、ジャーナリストのピエール・ピーンはバスティアンの遺言執行人に接触して、彼女の死後、バスティアンの役割の真相などの知っている証言を元に伝記を作成した。1999年、内省的な打ち明け話を備えた物語を通して、ピーンはリディ・バスティアンの正確な役割を調査し、「カリュイールの悪魔」という本を出版した。
彼女の「仕事」に対して支払われたアクセサリーは、彼女の主要な動機で興味をもっているように思われる。戦後、バスティアンは金持ちで力のある男性達との出来事寄せ集め、1949年の司祭でもあり作家でもあるエルネスト・ゲンゲンバッハの「悪魔のような体験」の中心的女性である。
1960年代の後半、バスティアンはインドにマハラジャと共に生活するために出発した。それに続いて彼女はアメリカ合衆国に身を落ち着け、様々な事件を引き起こした後彼女が人生を終えたフランスに戻ってくる前に、ヨガの瞑想状態とアルドゥース・ハクスリーに接近した事に関する記事を著した。